# Federação Ucraniana de Hóquei no Gelo
A Federação Ucraniana de Hóquei no Gelo é o órgão que dirige e controla o hóquei no gelo da Ucrânia, comandando as competições nacionais e a seleção nacional.